# Emissões de metano no Ártico

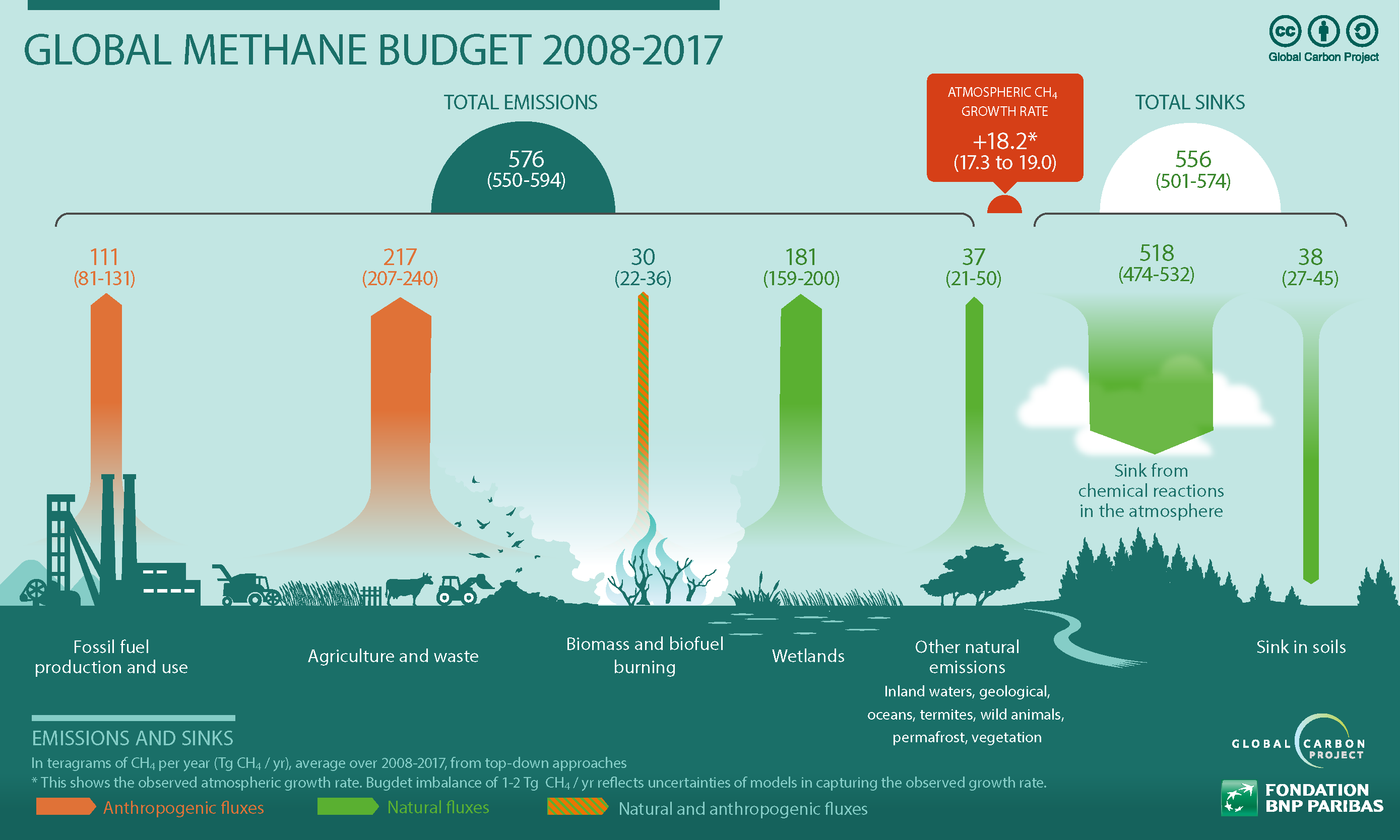
Principais fontes de emissões globais de metano (2008-2017): as contribuições do Ártico fazem parte da quinta coluna chamada other natural emissions (outras emissões naturais)

As emissões de metano no Ártico contribuem para o aumento das concentrações de metano na atmosfera. Embora a região ártica seja uma das muitas fontes naturais desse gás de efeito estufa, atualmente também existe uma componente humana devido aos impactos das mudanças climáticas. No Ártico, as principais fontes de metano influenciadas por atividades humanas incluem o degelo do permafrost, o derretimento do gelo marinho ártico, a desestabilização de clatratos e o derretimento da camada de gelo da Groenlândia. A liberação de metano resulta em um feedback climático positivo, ou seja, um processo que amplifica o aquecimento global, já que o metano é um gás de efeito estufa extremamente potente. O degelo do permafrost, causado pelo aquecimento global, torna grandes quantidades de material orgânico disponíveis para a metanogênese, podendo ser liberadas na forma de metano.
Desde aproximadamente 2018, observa-se um aumento consistente nos níveis globais de metano na atmosfera, com um incremento de 15,06 partes por bilhão (ppb) em 2020, superando o recorde anterior de 14,05 ppb estabelecido em 1991, e um aumento ainda maior de 18,34 ppb em 2021. No entanto, não há evidências que conectem diretamente o Ártico a essa recente aceleração. Um estudo de 2021 indicou que as contribuições de metano do Ártico foram geralmente superestimadas, enquanto as contribuições das regiões tropicais foram subestimadas.
Apesar disso, é muito provável que o papel do Ártico nas tendências globais de metano aumente no futuro. Há evidências de emissões crescentes de metano desde 2004 em um local de permafrost na Sibéria, associadas ao aquecimento.
A mitigação das emissões de dióxido de carbono (CO2) até 2050 (ou seja, alcançar emissões net zero) provavelmente não será suficiente para evitar o desaparecimento da cobertura de gelo do oceano Ártico no verão. A mitigação das emissões de metano também é necessária e deve ser realizada em um período ainda mais curto. Essas ações de mitigação precisam ser implementadas em três setores principais: petróleo e gás, resíduos e agricultura. Com medidas disponíveis, isso poderia resultar em reduções globais de cerca de 180 milhões de toneladas por ano, equivalente a aproximadamente 45% das emissões de 2021 até 2030.

## Valores e processos observados

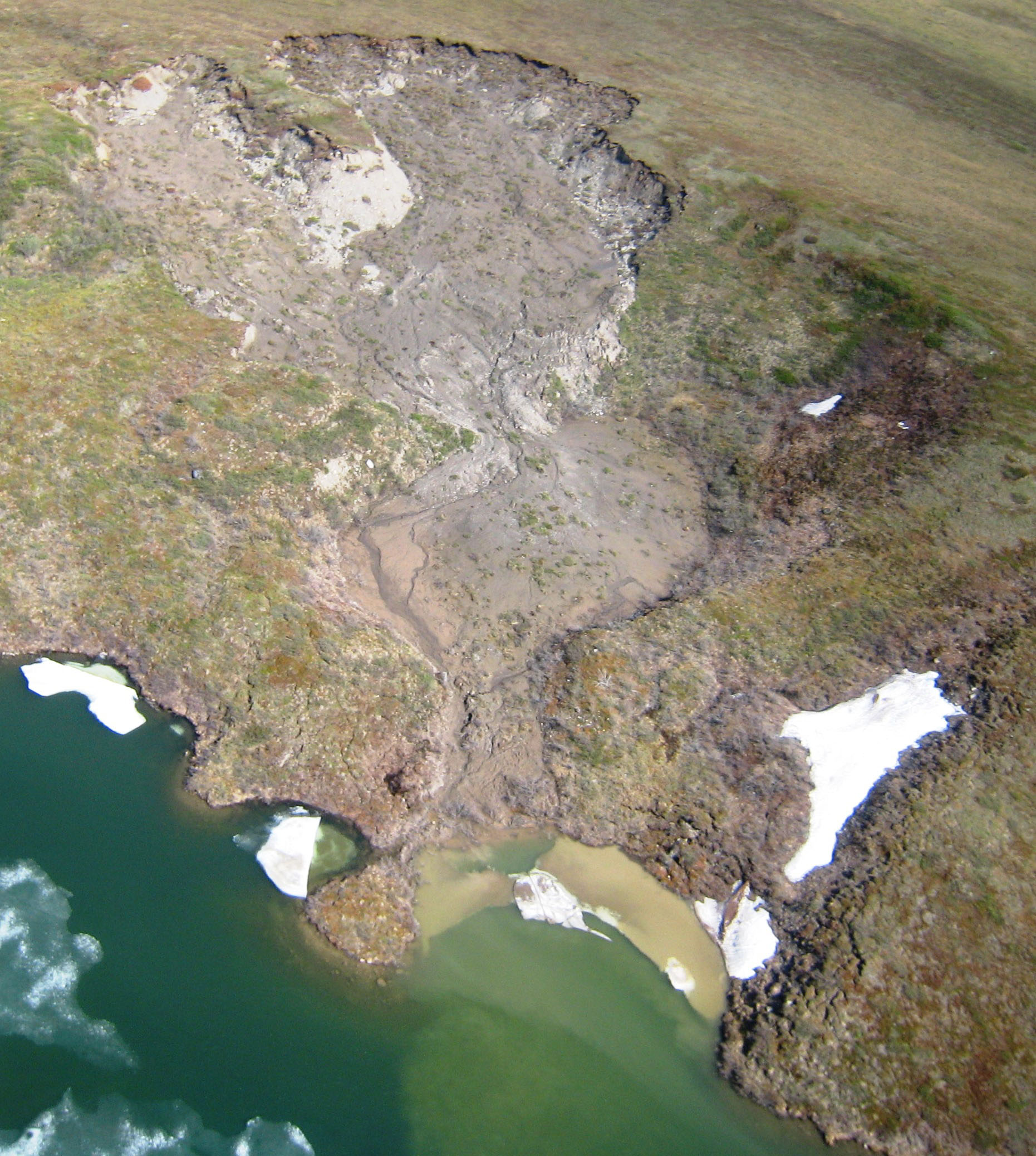
O permafrost descongelado resulta em termocarste, uma fonte significativa de metano liberado.

Os registros anuais da Administração Oceânica e Atmosférica Nacional (NOAA) para concentrações de metano na atmosfera, atualizados desde 1984, mostram um crescimento substancial durante a década de 1980, uma desaceleração no crescimento anual na década de 1990, um platô (incluindo alguns anos de declínio nas concentrações atmosféricas) no início dos anos 2000 e um aumento consistente a partir de 2007. Desde 2018, os incrementos anuais globais de metano têm sido constantes, com o aumento de 2020 (15,06 ppb) superando o recorde anterior de 1991 (14,05 ppb) e 2021 registrando um aumento ainda maior de 18,34 ppb.

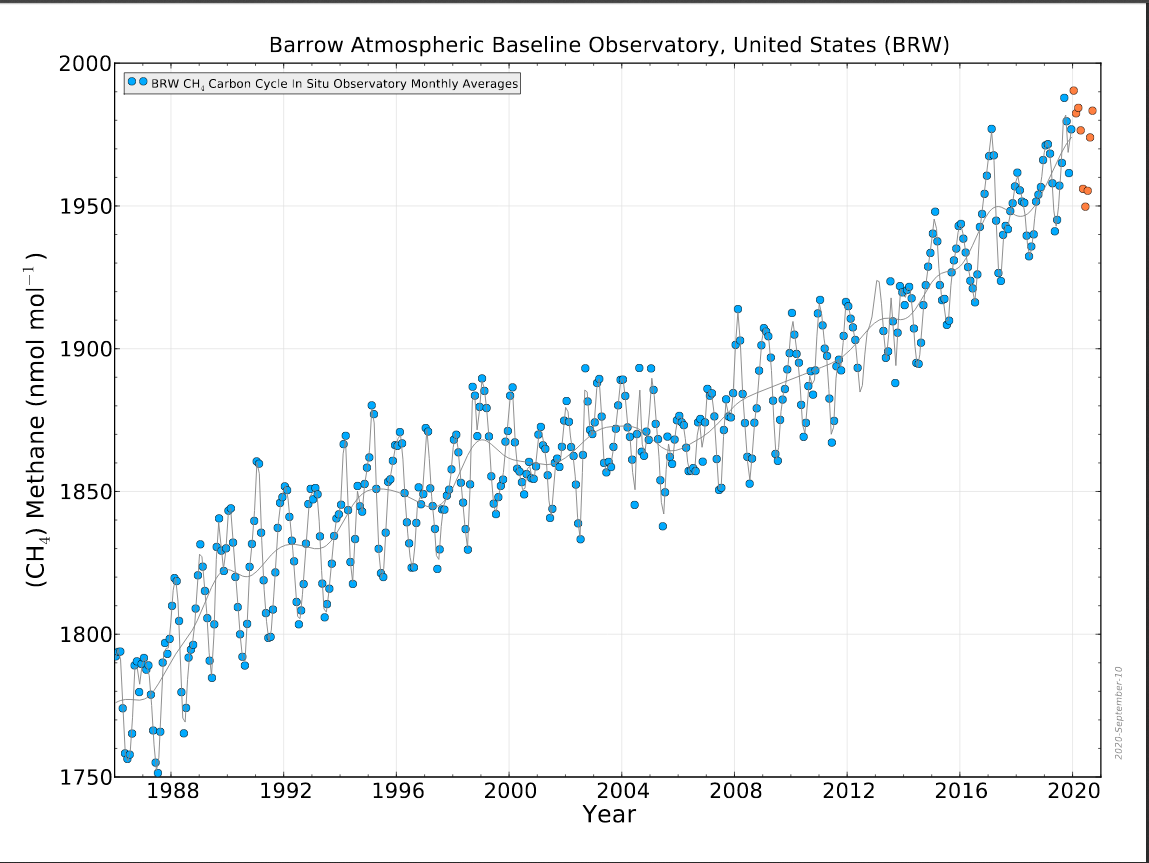
Em Utqiaġvik, Alasca (anteriormente conhecida como Barrow), foi registrada uma concentração máxima de metano de 1.988 ppb em outubro de 2019.

Devido à vida útil relativamente curta do metano atmosférico (7 a 12 anos, em comparação com centenas de anos para o CO2), suas tendências globais são mais complexas que as do dióxido de carbono.
Essas tendências alarmam os cientistas climáticos, com alguns sugerindo que elas representam um feedback das mudanças climáticas, aumentando as emissões naturais de metano bem além dos níveis pré-industriais. Contudo, não há evidências que conectem o Ártico a essa recente aceleração. De fato, um estudo de 2021 indicou que o papel do Ártico era tipicamente superestimado na contabilidade global de metano, enquanto o papel das regiões tropicais era consistentemente subestimado. O estudo sugeriu que as emissões de metano das terras úmidas tropicais eram as culpadas por trás da recente tendência de crescimento, e essa hipótese foi reforçada por um artigo de 2022 que conectava as emissões terrestres tropicais a 80% das tendências globais de metano atmosférico entre 2010 e 2019.
No entanto, considera-se muito provável que o papel do Ártico nas tendências globais de metano aumente no futuro. Há evidências do aumento das emissões de metano desde 2004 de um local de permafrost na Sibéria para a atmosfera, associado ao aquecimento.
A datação por radiocarbono de metano em bolhas de lagos e carbono orgânico do solo concluiu que 0,2 a 2,5 petagramas de carbono de permafrost foram liberados como metano e dióxido de carbono nos últimos 60 anos. A onda de calor de 2020 pode ter liberado quantidades significativas de metano de depósitos de carbonato no permafrost siberiano.
O feedback de carbono do permafrost - amplificação do aquecimento da superfície devido ao aumento do forçamento radiativo pela liberação de carbono do permafrost - pode contribuir com cerca de 205 gigatoneladas de emissões de carbono, levando a um aquecimento adicional de 0,5 °C até o final do século XXI. No entanto, pesquisas recentes baseadas na composição isotópica de carbono do metano atmosférico preso em bolhas de gelo na Antártida sugerem que as emissões de metano do permafrost e hidratos de metano foram menores durante a última deglaciação, indicando que as emissões futuras de metano do permafrost podem ser inferiores ao estimado anteriormente.

### Comparação entre medições atmosféricas do Ártico e da Antártida
As concentrações de metano atmosférico são 8 a 10% mais altas no Ártico do que na Antártida. Durante épocas glaciais frias, essa diferença diminui para níveis insignificantes. Ecossistemas terrestres são considerados as principais fontes dessa assimetria, embora tenha sido sugerido em 2007 que o papel do oceano Ártico é significativamente subestimado. A temperatura e os níveis de umidade do solo são variáveis importantes nos fluxos de metano do solo em ambientes de tundra.

### Degelo do permafrost

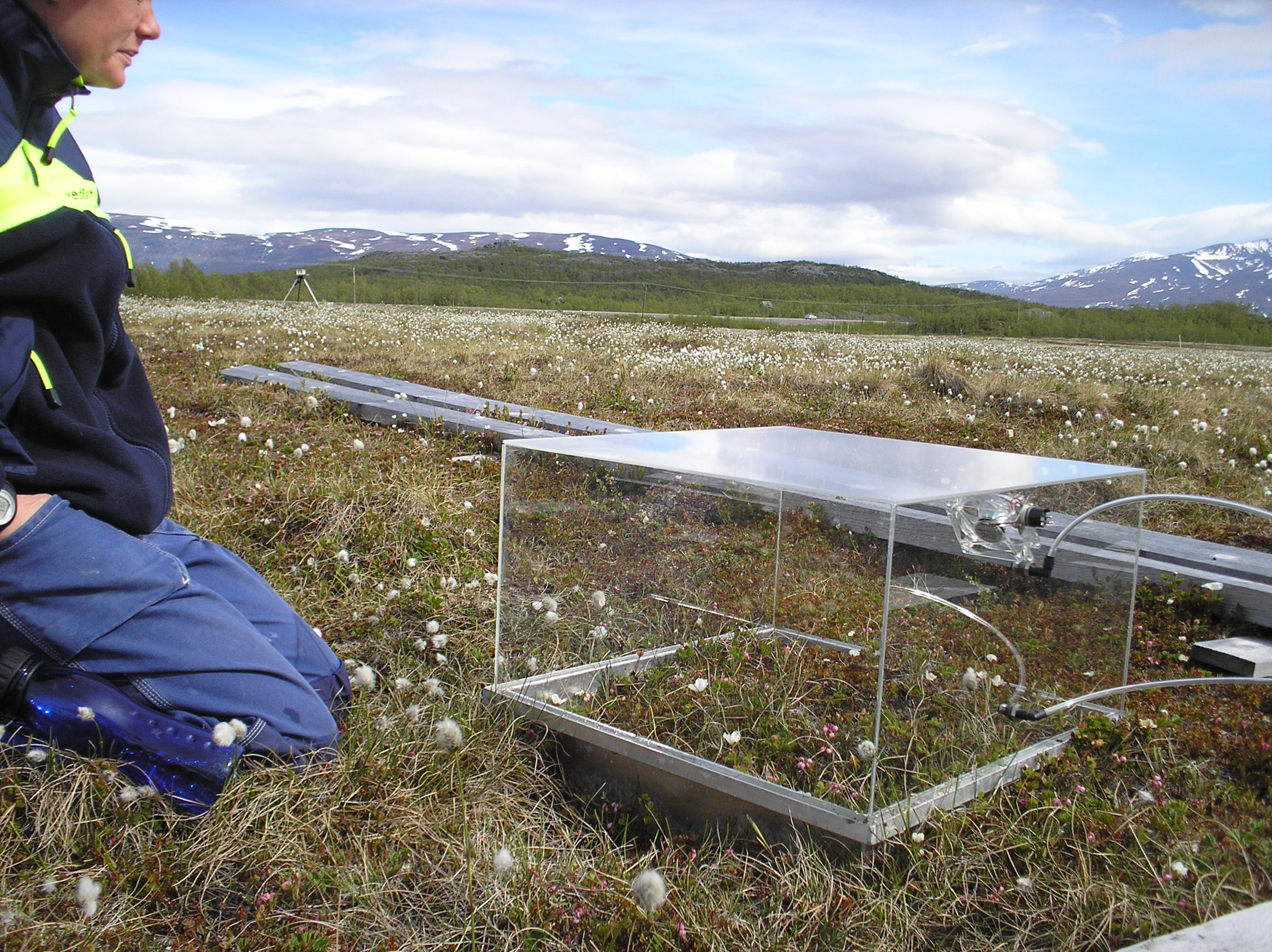
Câmaras de PMMA usadas para medir as emissões de metano e CO_{2} na turfeira de Storflaket, perto de Abisko, no norte da Suécia.

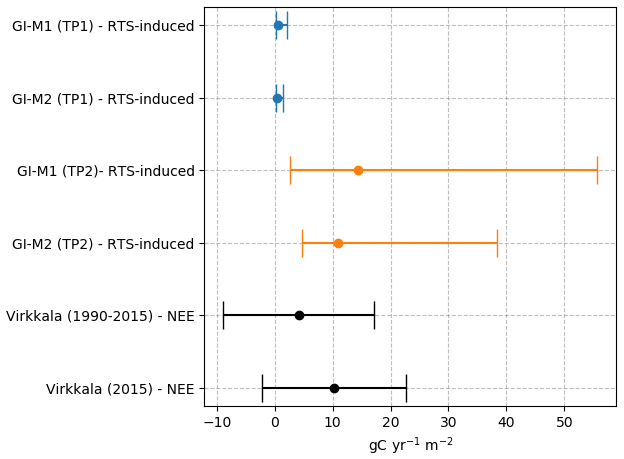
O ciclo do carbono se acelera após o degelo abrupto (laranja) em relação ao estado anterior da área (azul, preto).

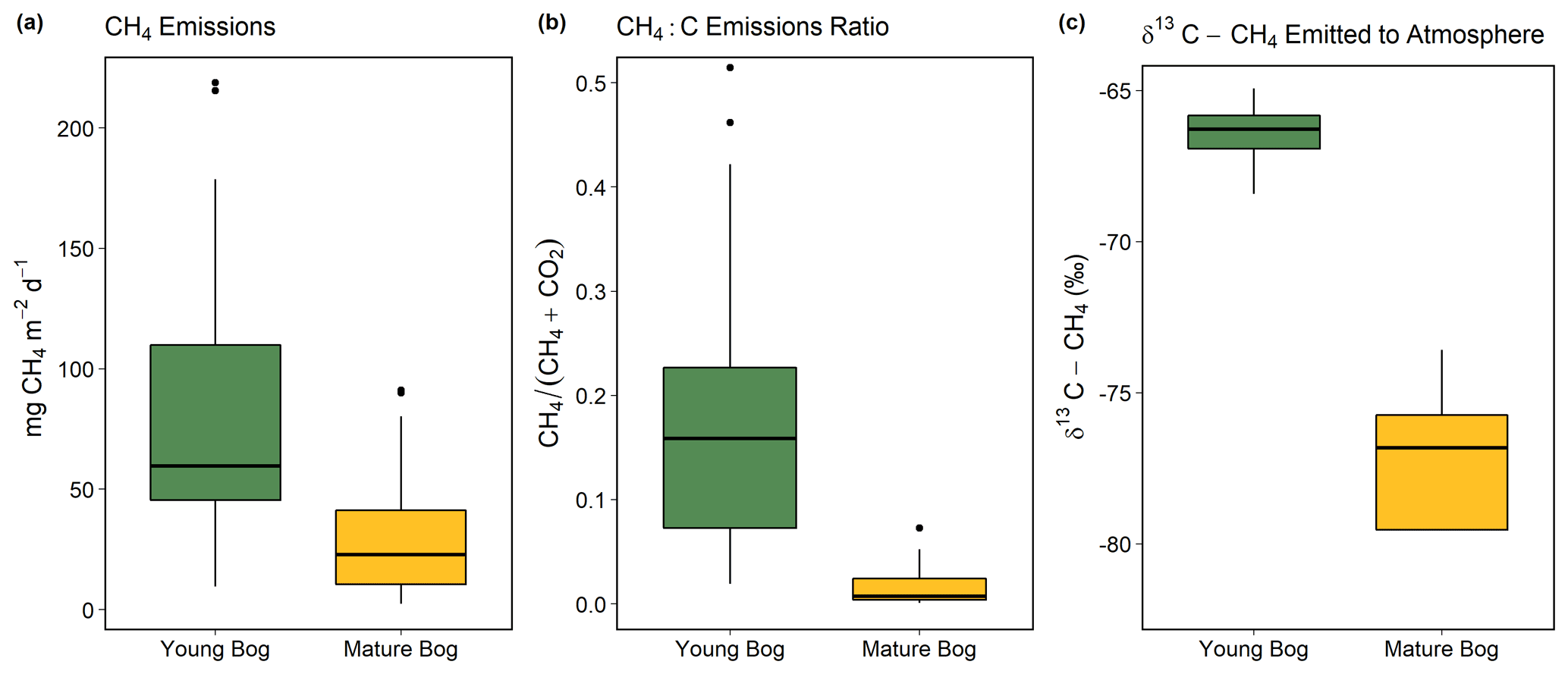
As emissões de metano do permafrost descongelado parecem diminuir à medida que o pântano amadurece com o tempo.